# 10 Batalion Radiotechniczny
10 Choszczeński batalion radiotechniczny – jednostka wojsk radiotechnicznych Sił Zbrojnych Rzeczypospolitej Polskiej.
Na bazie 8 samodzielnej kompanii radiotechnicznej w Choszcznie, w 1960 roku utworzony został 10 batalion radiotechniczny.
W 1994 roku batalion otrzymał sztandar. W 1997 roku wszedł w podporządkowanie dowódcy 2 Brygady Radiotechnicznej. W 2003 roku rozformowany.

## Dowódcy batalionu
- 1968–1979 – ppłk Bernard Goc
- 1979–1982 – mjr Kazimierz Potyrański
- 1982–1985 – kpt. dypl. Zbigniew Andrzejczak
- 1985–1988 – ppłk Witold Świtalski
- 1988–1991 – mjr Adam Łuka
- 1991–1994 – mjr dypl. Krzysztof Krawczak
- 1994–1996 – ppłk dypl. Zdzisław Witos
- 1996–1997 – mjr Waldemar Babinowski
- 1997–1998 – p.o. ppłk Władysław Maciejonek
- 1998–2002 – ppłk Stefan Giera
- 2002–2003 – ppłk Grzegorz Baczyński[2]